# 霍爾曼 (密蘇里州)
霍爾曼（英語：Holman）是位於美國密蘇里州韋伯斯特縣的鬼鎮。

## 歷史
霍爾曼的郵局於1903年設立，其後於1911年停運。

## 地理
霍爾曼所處的海拔為高於海平面460米（即1509英呎），而該地所採用的時區為UTC-6，即北美中部時區（CST）。同時該地設有夏令時間，為UTC-6調快一小時，即UTC-5（CDT）。